# Mia Engberg
Pour les articles homonymes, voir Engberg.
Mia Engberg, née Eva Marie Engberg le 26 septembre 1970 à Stockholm, est une réalisatrice et productrice suédoise.

## Biographie
En 1998 et en 2014, elle a été nommée aux Guldbagge Awards.
Elle a été l'initiatrice et productrice des courts métrages pornographiques féministes très médiatisés du film omnibus Dirty Diaries (2009).

## Filmographie
| année | film                         | productrice | réalisatrice | notes                       |
| ----- | ---------------------------- | ----------- | ------------ | --------------------------- |
| 1998  | Fuck You, Fuck You Very Much | Oui         |              | documentaire                |
| 1998  | The Stars We Are (sv)        |             | Oui          | documentaire                |
| 1999  | Manhood                      |             | Oui          | documentaire                |
| 2003  | Bitch & Butch                |             | Oui          | documentaire                |
| 2003  | Selma & Sofie                |             | Oui          | court métrage               |
| 2005  | 165 Hässelby (sv)            |             | Oui          | long métrage                |
| 2008  | Den gyllene stranden         | Oui         |              | téléfilm documentaire       |
| 2009  | Dirty Diaries                | Oui         | Oui          | film omnibus pornographique |
| 2013  | Belleville Baby (sv)         |             | Oui          | documentaire                |